# Constantin al IV-lea al Constantinopolului
Constantin al IV-lea Chliarenos (în greacă Κωνσταντίνος Δ΄ Χλιαρηνός, transliterat: Konstantinos 4 Chliarenos; n. secolul al XI-lea – d. mai 1157) a fost un cleric ortodox grec care a îndeplinit funcția de patriarh ecumenic al Constantinopolului din noiembrie 1154 până în mai 1157, în timpul domniei împăratului bizantin Manuel I Comnen (1143-1180).

## Biografie
Constantin Chliarenos era diacon și mare sachelar (supraveghetor al finanțelor) al Bisericii Constantinopolitane atunci când a fost ales patriarh al Constantinopolului în noiembrie 1154, după retragerea din motive necunoscute a lui Neofit I, care fusese prost primit de cler probabil din cauza unor nereguli comise mai demult.
În timpul păstoririi ca patriarh a lui Constantin al IV-lea au avut loc două sinoade la Constantinopol: primul s-a întrunit la 26 ianuarie 1156 și a condamnat învățăturile cristologice greșite ale lui Nikeforos Vassilakes, profesor de interpretare a Evangheliilor și magistru de retorică, iar al doilea s-a întrunit la 13 mai 1157 și l-a condamnat ca eretic pe Soterichos Panteugenos, un cleric constantinopolitan ce fusese ales patriarh al Antiohiei.
Durata patriarhatului său nu este cunoscută cu exactitate, din moment ce Leunclavius, Matei Cigalas și Filip de Novara nu menționează nicio cifră. Manuscrisul grecesc Parisinus 880 din Paris, consultat de Charles du Fresne, sieur du Cange, consemnează însă că durata patriarhatului lui Constantin al IV-lea a fost de 2 ani și 6 luni, informație pe care teologul și bizantinologul francez Venance Grumel (secretar al Revue des études byzantines și autor al unei cronologii a patriarhilor de Constantinopol) o reține ca veridică. Ultimul act semnat de patriarhul Constantin a fost documentul de condamnare a lui Soterichos Panteugenos, datat 13 mai 1157. Tomosul patriarhal cu privire la această chestiune, redactat după scurt timp, nu mai conține semnătura patriarhului Constantin, ci pe aceea a succesorului său, Luca Chrysoberges, ceea ce-l face pe Grumel să concluzioneze că moartea patriarhului a survenit curând după condamnarea lui Panteugenos. Alte surse menționează date fanteziste pentru încheierea păstoririi patriarhului Constantin: iulie 1156 (Dictionnaire de théologie catholique) sau august 1166 (listele lui Karl Krumbacher).
Constantin al IV-lea a rămas în funcție doi ani și cinci luni până la moartea sa, care a avut loc în a doua jumătate a lunii mai 1157.